# رومیدپسین
رومیدپسین، (به انگلیسی: Romidepsin)، دارای نام تجاری ایزتوداکس، (به انگلیسی: Istodax) که با کدهای FK228 و FR901228 نام‌گذاری شده است، یک داروی ضدسرطان و شیمی‌درمانی است که در کارآزمایی بالینی برای درمان انواعی از لنفوم (سرطان غدد لنفاوی) و برخی سرطان‌های دیگر به کار می‌رود. رومیدپسین یک محصول طبیعی است که از یک گونه باکتری به نام «کروموباکتریوم ویولاسوم»، (نام علمی: Chromobacterium violaceum) تهیه می‌شود. این دارو از طریق مانع شدن از عملکرد و کارکرد آنزیم‌هایی که با نام هیستون دیستیلازها، (به انگلیسی: Histone deacetylases)، و تحریک و ایجاد فرایند خزان یاخته‌ای اثر می‌کند. این دارو همچنین گاهی دپسی پپتید نامیده می‌شود که بر پایهٔ دسته‌ای از مولکول‌هاست که رومیدپسین به آن تعلق دارد. رومیدپسین و حقوق مالکیتی و تبلیغاتی مربوط به آن به داروسازی گلوسستر تعلق دارد که اکنون بخشی از شرکت سلژن، (به انگلیسی: Celgene) را تشکیل می‌دهد. در تاریخ ۵ نوامبر ۲۰۰۹، مدیریت غذا و داروی ایالات متحدهٔ آمریکا، رومیدپسین را برای درمان نوعی سرطان لنفوم به نام Cutaneous T-cell lymphoma به طور رسمی پذیرفت. در سال ۲۰۱۴ محققان دانشگاه آرهوس در دانمارک، تلاش کردند از این دارو برای بیرون کشیدن ویروس اچ‌آی‌وی (ویروس ایدز) از مخفیگاه به هنگام پنهان شدن آن در مقابل داروهای ضد ویروس و دستگاه ایمنی، استفاده کنند تا با فعال کردن ویروس پنهان شده، از باقی ماندن ویروس‌های غیرفعال پنهان در بدن به هنگام درمان ضد ویروسی جلوگیری کنند.

## تاریخچه
رومیدپسین را گروهی از پژوهشگران از شرکت داروسازی فوجیساوا در شهر تسوکوبا در ژاپن برای اولین در سال ۱۹۹۴ وارد ادبیات علمی کردند. این پژوهشگران رومیدپسین را در کشت سلولی باکتری کروموباکتریوم ویولاسوم از نمونهٔ خاکی از استان یاماگاتا به دست آوردند. یافته‌ها نشان دادند که این ماده دارای خاصیت ضد باکتریایی کم تا هیچ بود، اما به صورت بالقوه برای سلول‌های سرطانی انسانی کشت شده سمی بود و اثری بر سلول‌های عادی و سالم نداشت. مطالعات بعدی روی موش نشان داد که دارو خاصیت ضدتوموری درون‌تنی نیز دارد. اولین تولید شیمیایی کامل رومیدپسین را پژوهشگران دانشگاه هاروارد انجام دادند که نتایج آن در سال ۱۹۹۶ منتشر شد. مکانیسم عمل آن در سال ۱۹۹۸ هنگامی که پژوهشگران شرکت فوجیساوا و دانشگاه توکیو آن را به عنوان یک داروی مهارکنندهٔ آنزیم‌های هیستون دیسِتیلاز با آثاری شبیه به ترکیب Trichostatin A شناسایی کردند؛ روشن شد. فاز اول کارآزمایی بالینی آن با حمایت مؤسسه ملی سرطان ایالات متحدهٔ امریکا در سال ۱۹۹۷ شروع شد.

## مکانیسم عمل
دارو به عنوان یک پیش دارو با پیوند دی‌سولفیدی واکنش اکسایش و کاهش آلی را درون سلول انجام می‌دهد و مادهٔ شمیایی تیول متصل به روی آزاد می‌کند.